# Апальково (Кромской район)
Апальково — село в Кромском районе Орловской области России. 
Административный центр Апальковского сельского поселения в рамках организации местного самоуправления и центр Апальковского сельсовета в рамках административно-территориального устройства.

## История
Является одним из старейших населённых пунктов в окрестности: нанесена ещё на карту Орловской провинции.

## География
У села находятся истоки реки Недны.

## Население
| 2002 | 2010 |
| ---- | ---- |
| 374  | ↘294 |

Согласно результатам переписи 2002 года, в национальной структуре населения русские составляли 97 % от жителей.

## Достопримечательности
- Церковь Николая Чудотворца (1833)[5].

## Люди, связанные с селом
- 5 сентября 1951 года в селе родился Владимир Николаевич Чубариков — известный математик, и. о. декана механико-математического факультета МГУ (2006—2019)
- 10 сентября 1813 года в имении Холодово (ныне исчезнувшая деревня в 5 км севернее Апальково — территория Апальковского сельсовета) умер Николай Иванович Лавров (1761—1813) — генерал-лейтенант Русской Армии (от инфантерии), участник войн: (Русско-турецкая война 1787—1791 гг., две Польских кампании Русской Армии 1792 и 1794 гг., война против войск наполеоновской армии в Европе в 1799, Отечественная война 1812 года); дважды удостоенный звания Георгиевского кавалера.